# Comando War Pigs
Comando War Pigs (títol original, War Pigs; també estrenada com a Saints and Soldiers: War Pigs), és una pel·lícula de guerra d'acció nord-americana de 2015 dirigida per Ryan Little i protagonitzada per Luke Goss, Dolph Lundgren, Chuck Liddell i Mickey Rourke. Ha estat doblada i subtitulada al català.

## Sinopsi
El deshonrat capità de l'exèrcit dels Estats Units de la Segona Guerra Mundial, Jack Wosick, té l'oportunitat de redempció quan se li demana que lideri una unitat d'inadaptats coneguda com els War Pigs en una missió secreta per anar darrere de les línies enemigues per recollir informació sobre una superarma desenvolupada pels nazis, el V-3, un canó d'artilleria massiu que donaria als nazis un avantatge insuperable. Amb l'ajuda del capità Hans Picault, un alemany antinazi que serveix a la Legió Estrangera francesa i el coronel A.J. Redding, un veterà de la Primera Guerra Mundial endurit per la batalla, Jack ha d'entrenar, liderar i guanyar-se el respecte del seu nou equip per convertir-se en una unitat de reconeixement en funcionament.

## Repartiment
- Luke Goss com a capità/1r tinent/capità Jack Wosick
- Dolph Lundgren com el capità Hans Picault
- Chuck Liddell com el sergent McGreevy
- Mickey Rourke com el coronel A.J. Redding
- Noah Segan com a privat/capo August Chambers
- Steven Luke com a predicador
- Ryan Kelley com el soldat William York
- Jake Stormoen com el soldat Frenchy Buckle
- K.C. Clyde com el privat Moffatte